# Bernhard Bendix
Bernhard Bendix (* 27. Mai 1863 in Großmühlingen, Anhalt; † 1943 in Kairo, Ägypten), geboren als Jakob Bernhard Bendix, war ein deutscher Kinderarzt und Geheimer Sanitätsrat bzw. Medizinalrat. Er war Mitbegründer der weltweit ersten Freiluftschule.

## Familie
Er war das dritte Kind des Kaufmanns Sigmund Bendix (1831–1934) und seiner Ehefrau Therese, geborene Simon (1838–1869). Er hatte zwei ältere Schwestern, Seraphine (* 1860) und Lina (* 1861) sowie drei jüngere Geschwister, Rosa (* 1865), Moritz Fritz (* 1866) und Minna (* 1868). Seine Mutter starb sehr früh im Alter von 30 Jahren, als er sechs Jahre alt war. Sein Vater heiratete 1870 seine zweite Frau Gudrun Rosalie, geborene Löwenstein, und wurde Vater von drei weiteren Kindern, Ludwig (* 1871), Jenny (* 1873) und Erna (* 1886).

## Schule und Studium

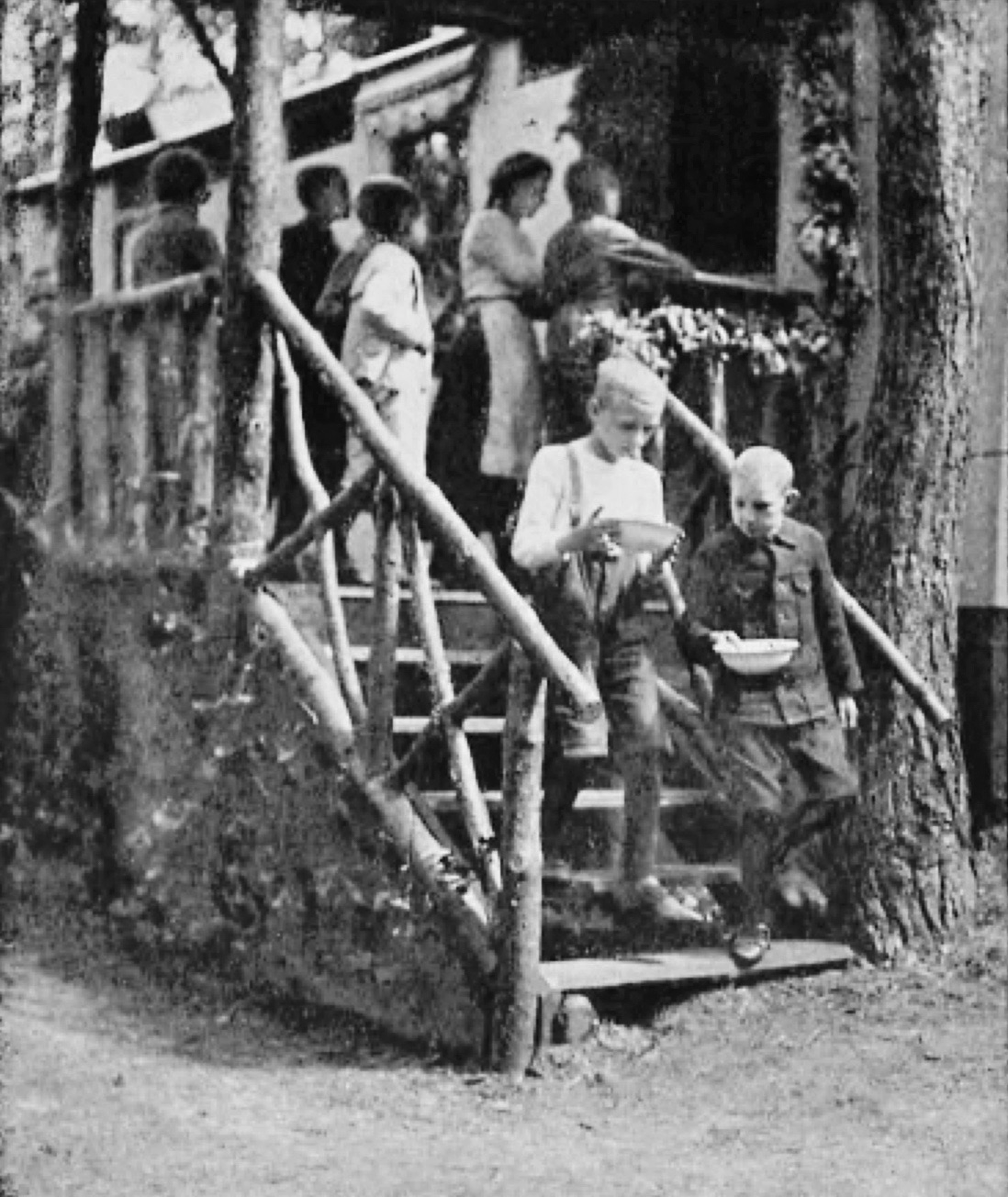
Schüler der von Bernhard Bendix gegründeten und geleiteten Waldschule für kränkliche Kinder in Charlottenburg bei Berlin während der Essensausgabe im Grunewald (1904)

Nach dem Besuch der Schule in Großmühlingen besuchte er von 1874 bis 1883 das Gymnasium des Klosters Unser Lieben Frauen in Magdeburg, wo er sein Reifezeugnis erhielt. Im Anschluss daran studierte er von 1883 bis 1888 Medizin an der Friedrich-Wilhelms-Universität in Berlin, an der Alma Mater Lipsiensis in Leipzig und an der Albert-Ludwigs-Universität in Freiburg, wo er 1888 auch promoviert wurde.

## Berufliche Entwicklung
Zwischen 1888 und 1894 war er an der Internistischen und Orthopädischen Universitätsklinik Berlin als Assistenzarzt tätig. Von 1894 bis 1899 war er an der Berliner Charité als Oberarzt und Assistent bei Otto Heubner. 1901 habilitierte er zum Privatdozenten. 1907 wurde er als außerordentlicher Professor an die Berliner Charité berufen.
Er verfasste eine Vielzahl von Artikeln und Beiträgen zur Pädiatrie, so zur Physiologie und Pathologie des Säuglingsalters. Sein Lehrbuch der Kinderheilkunde wurde in mehrere Sprachen übersetzt und nahezu europaweit zu einem Standardwerk von Studierenden der Medizin und für Fachärzte. Es kann noch heute als Reprint bezogen werden.
Zusammen mit dem Berliner Stadtschulrat Hermann Neufert (1858–1935) war Bendix im Jahr 1904 Mitbegründer der Waldschule für kränkliche Kinder in Charlottenburg bei Berlin, der weltweit ersten Freiluftschule (siehe auch: Waldschule), die Bendix bis 1933 auch leitete. Die Freiluftschulen dienten der aktiven Vorbeugung gegen Tuberkulose.
Im Jahr 1933 wurde Bendix aufgrund seiner jüdischen Herkunft aus dem Amt als Leiter der Waldschule entfernt, später auch die Lehrbefähigung entzogen. Aus der Deutschen Gesellschaft für Kinderheilkunde (DGfK) trat er am 17. August 1933 gezwungenermaßen aus. Er floh vor nationalsozialistischer Verfolgung um 1937 nach Ägypten, wo er auch starb.

## Werke (Auszug)
- Multiple eitrige Gelenksentzündung nach Diphtheria faucium. Inauguraldissertation, Albert-Ludwigs-Universität zu Freiburg, 1888.
- Ueber Ausnutzung und Verwendbarkeit der Schokoladenfette beim Kinde. In: Therap. Mh., 1895, 7, S. 345–355.
- Säuglingsernährung. S. Fischer Verlag, Berlin 1900.
- Die Charlottenburger Säuglingsfürsorgestellen. Berlin 1906.
- Die Charlottenburger Waldschule. Berlin 1906.
- Lehrbuch der Kinderheilkunde für Ärzte und Studierende. Urban & Schwarzenberg, Berlin / Wien 1910. (Reprint: Hansebooks, Norderstedt 2017, ISBN 978-3-7434-7184-9).
- Die Tuberkulose im Kindsalter. Berlin 1911.

## Mitgliedschaften (Auszug)
- Verein für innere Medizin
- Verein für Kinderheilkunde
- Deutsche Gesellschaft für Kinderheilkunde
- Deutsche Gesellschaft für Säuglingsschutz